# Paul Langenscheidt
Paul Langenscheidt (Pseudonym: Erwin Rex, * 25. November 1860 in Berlin; † 30. September 1925 ebenda) war ein deutscher Verleger und Schriftsteller.

## Leben
Paul Langenscheidt war ein Sohn des Verlegers Gustav Langenscheidt. Paul Langenscheidt absolvierte seine Schulausbildung am Königlichen Wilhelms-Gymnasium in Berlin sowie an Gymnasien in Neuwied und Münster in Westfalen. Anschließend studierte er neuere Sprachen an den Universitäten in Berlin, Münster und London. Von 1881 bis 1882 leistete er seinen Militärdienst als Einjährig-Freiwilliger ab; später stieg er als Reserveoffizier bis zum Rittmeister auf. 1884 promovierte er an der Universität Tübingen zum Doktor der Philosophie. Im gleichen Jahr wurde er Mitarbeiter im Verlag seines Vaters. 1888 gründete er den eigenen Verlag Dr. Paul Langenscheidt, zu dessen Programm kaufmännische und kriminalistische Fachliteratur, aber auch Belletristik gehörte.
Neben seiner verlegerischen Tätigkeit verfasste Paul Langenscheidt literarische Texte. Sein Werk umfasst Romane, Erzählungen und Theaterstücke. Daneben übersetzte er aus dem Französischen und wirkte ab 1908 als Herausgeber der Enzyklopädie der modernen Kriminalistik. Mit einigen seiner erzählerischen Werke erzielte Langenscheidt bedeutende Verkaufserfolge: So erreichte der 1907 erschienene Roman Arme kleine Eva bis 1922 eine Auflage von 100.000 Exemplaren, von dem 1909 erschienenen Roman Ich hab’ dich lieb wurden bis 1930 über 80.000 Exemplare
und von Du bist mein (1911) bis 1928 über 70.000 Exemplare verkauft.
Paul Langenscheidt war Mitglied der Landsmannschaft Guilelmia.

## Werke

Der Dichter Äsop auf einer Sammelmarke (um 1885) des Langenscheidt-Verlags für den Abriß der Geschichte der antiken Litteratur von Erwin Rex

- Abriß der Geschichte der antiken Litteratur, Berlin-Schöneberg 1885 (unter dem Namen Erwin Rex)
- Die Jugenddramen des Pierre Corneille, Berlin 1885 (Digitalisat)
- Kaufmännisches Miniatur-Lexikon, Berlin 1890 (Digitalisat)
- Fremdwörterbuch, Berlin 1891 (unter dem Namen Erwin Rex)
- Fesch und vornehm, Berlin 1892 (unter dem Namen Erwin Rex)
- Wem bring' ich wohl das erste Glas?, Berlin 1892 (unter dem Namen Erwin Rex)
- Kaufmännische Unterrichtsstunden, Berlin (zusammen mit Johann Friedrich Schär)
  - 1. Buchhaltung im Warenhandel, Fabrikbetrieb und Bankgeschäft, 1894
  - 2. Kontorpraxis, 1897
- Abwärts, Berlin 1895 (unter dem Namen Erwin Rex)
- Gährung, Berlin 1895
- Eine Mutter, Berlin 1895 (unter dem Namen Erwin Rex)
- Die fünfte Schwadron, Berlin 1896
- Gegen den Strom, Berlin 1896
- Herzogin Agnes, Berlin 1898
- Lieder des Glücks, Berlin 1898
- Orlow, Berlin 1899
- Um nichts!, Berlin 1904
- Arme kleine Eva!, Berlin 1907
- Eine dumme Geschichte, Groß-Lichterfelde 1908
- Graf Cohn, Groß-Lichterfelde 1909
- Ich hab' dich lieb!, Berlin-Gr.-Lichterfelde 1909
- Du bist mein, Berlin 1911, online
- Blondes Gift, Berlin 1912, verfilmt unter demselben Titel, siehe Blondes Gift. Neuausgabe Hofenberg, Berlin 2019, ISBN 978-3-7437-3349-7.
- Mutter, hilf mir!, Berlin 1913
- Der Preußenzar, Berlin 1914
- Taumel, Berlin 1914
- Soldatenherzen, Berlin 1915
- Beate, Berlin 1919
- Diplomatie der Ehe, Berlin 1919
- Der Sprung ins Dunkle, Berlin 1920
- Kanaillen, Berlin 1921
- Heute ist heut, Berlin 1922
- Narren der Liebe, Berlin 1923
- Prinzessin Thea, Berlin 1924
- Der Bräutereigen, Berlin 1925
- Seine Freundin, Berlin 1926
- Lebenskunst, Berlin 1927

## Herausgeberschaft
- Wovon sie träumen, Berlin 1912 (herausgegeben unter dem Namen Erwin Rex)
- Paul Lacroix: Geschichte der Prostitution, Berlin 1925

## Übersetzungen
- Albert Dubois: Greisenrache, Berlin 1905 (übersetzt unter dem Namen Erwin Rex)
- Enrique Gómez Carrillo: Allerhard Püppchen von hier und anderwärts, Berlin-Gr. Lichterfelde 1904
- Georges Manolescu: Gescheitert, Berlin-Groß-Lichterfelde-Ost 1905; Mein abenteuerliches Leben als Hochstapler : wohlfeile Ausgabe, Georges Manolescu, Fürst Lahovary ; aus dem Französischen übersetzt von Dr. Paul Langenscheidt ; kommentiert von Horst Lauinger ; mit einem Nachwort von Thomas Sprecher, München : Manesse, 2020, ISBN 978-3-7175-2514-1
- Hugues Rebell: In den Bädern von Bajae, Berlin-Gr. Lichterfelde 1904
- Joseph Henri Rosny: Sündige Liebe, Berlin-Gr. Lichterfelde 1904